# Tomasz Turowski
Tomasz Tadeusz Turowski (ur. 1 maja 1948 w Sosnowcu) – oficer wywiadu PRL i III RP, w latach 1975–1984 działający jako kleryk w zakonie jezuitów, dyplomata i pisarz.

## Życiorys
Jego ojciec, Stanisław, był prawnikiem, a matka lekarzem okulistą. Absolwent rusycystyki na Uniwersytecie Jagiellońskim i Wyższej Szkole Pedagogicznej w Krakowie. W młodości wydał dwa tomiki poezji, współpracował z krakowską Piwnicą pod Baranami.
Od 1972 związany z polskim wywiadem, od 1973 oficer Wydziału XIV Departamentu I MSW PRL, a następnie Zarządu Wywiadu Urzędu Ochrony Państwa i Agencji Wywiadu.
W 1975 otrzymał misję przeniknięcia do zakonu jezuitów w Watykanie (zakonnicy działają jako kapelani wojsk NATO). Wpierw miał zgłosić się do zakonu w Krakowie, gdzie nie został przyjęty, następnie przyjęto go w Warszawie (prowincja północna zakonu), krótkotrwale przebywał w nowicjacie w Kaliszu, po czym w 1974 został wysłany do Rzymu. Formalnie do zakonu miał wstąpić we włoskim mieście Fiumicino. Został klerykiem, przyjęty przez o. Antoniego Mruka, który powierzał mu tłumaczenia poufnych dokumentów, z uwagi na jego wykształcenie i znajomość języka rosyjskiego.
Był pracownikiem Sekcji Polskiej Radia Watykańskiego. Działał jako „nielegał”, tj. szpieg niepełniący żadnych funkcji dyplomatycznych, ze specjalnie spreparowanym życiorysem, wysyłanym na specjalne misje wywiadowcze. Działał pod numerami „10682” i „9596” (w sporządzanych meldunkach), pod kryptonimami „Orsom” i „Ritter” (w wewnętrznej dokumentacji Departamentu I), używał także nazwiska legalizacyjnego Dzierżoń.
W Rzymie ukończył filozofię na Papieskim Uniwersytecie Gregoriańskim. Dzięki wcześniejszej znajomości z okresu studiów z kardynałem Karolem Wojtyłą przed wyjazdem do Włoch otrzymał od niego oraz od biskupów zajmujących się polską emigracją w Rzymie listy polecające. Studiując w Rzymie, mieszkał w domu zakonnym i pracował w sekcji wschodniej Radia Watykańskiego. Po wyborze Karola Wojtyły na papieża wielokrotnie kontaktował się z nim podczas nagrywania jego wystąpień dla radia.
W 1980 został przeniesiony w zakonie jezuitów z Rzymu do Paryża i rozpracowywał opozycję polską we Francji. W tym czasie wykładał w Meudon Centre Russe, jezuickim ośrodku zajmującym się nauczaniem języka i kultury rosyjskiej, był także współpracownikiem redakcji wydawnictwa Editions Spotkania, wówczas zaznajomił się z jego szefem, Piotrem Jeglińskim. W Paryżu tworzył i współpracował przy emigracyjnym piśmie „Libertas”. Absolwent jezuickiej uczelni Centre Sèvres w tym mieście. W tym czasie, mimo przeniesienia do Francji, nadal bywał w Watykanie.
W 1984 nagle opuścił Francję, przed końcem 10-letniego okresu poprzedzającego nadanie święceń odmówił ich przyjęcia i wystąpił z zakonu.
Powrócił do Polski, rozpoczął współpracę ze Stronnictwem Demokratycznym, został redaktorem wydawanych przez SD pism „Epoka” i „Myśl Demokratyczna”. Jego biogram w tygodniku „Polityka” podaje, iż w latach 1970–1989 był publicystą w periodykach „Chrześcijanin w świecie”, „Życie Literackie” i „Tygodnik Demokratyczny”. Pracował przy publikacjach książkowych, był autorem haseł w Filozoficznej Encyklopedii Uniwersalnej Presses Universitaires de France, wydanej w Paryżu w latach 1989–1990.
Pozostał w służbie wywiadu PRL, a po jej upadku przeszedł pozytywnie weryfikację w 1990.
Na początku lat 90. był doradcą przy prywatyzacji stoczni w Szczecinie. 3 maja 1993 został zatrudniony w Ministerstwie Spraw Zagranicznych. Pracował jako naczelnik wydziału rosyjskiego, od 30 grudnia 1994 do 30 listopada 1995 był wicedyrektorem w Departamencie Europa II. Następnie funkcjonował jako radca i minister pełnomocny Ambasady RP w Moskwie (1996–2001). W 1998 rosyjska „Niezawisimaja Gazieta” wymieniła go wśród 19 pracowników ambasady polskiej w Moskwie, którzy mieli pełnić „funkcje wychodzące poza ramy działalności dyplomatycznej” (na liście był urzędnikiem o najwyższej randze).
1 września 2001 prezydent Aleksander Kwaśniewski, na wniosek ministra spraw zagranicznych Władysława Bartoszewskiego, mianował Tomasza Turowskiego ambasadorem nadzwyczajnym i pełnomocnym Rzeczypospolitej Polskiej w Republice Kuby. Funkcję tę pełnił przez pełną kadencję od 12 września 2001 do 31 sierpnia 2005. W tym czasie nawiązywał kontakty z opozycją kubańską.
Jednocześnie pracował jako oficer służb III RP: najpierw dla Zarządu Wywiadu Urzędu Ochrony Państwa, a potem do 2007 dla Agencji Wywiadu (według ustaleń dziennikarzy „Gazety Wyborczej” praca dyplomaty na etacie ministerialnym miała być przykrywką dla jego drugiej działalności agenta wywiadu).
W 2005 wrócił do Polski. 1 lutego 2007 minister spraw zagranicznych Anna Fotyga mianowała Turowskiego na stopień ambasadora tytularnego. Od tego czasu do 11 maja 2007 w tej funkcji pracował w Departamencie Strategii i Planowania Polityki Zagranicznej. Po odejściu z dyplomacji w 2007 założył prywatną spółkę. Po ukończeniu 60. roku życia, w 2007, zgodnie z przepisami odszedł na emeryturę z Agencji Wywiadu (w służbie miał stopień pułkownika), po czym rozpoczął działalność w AW jako współpracownik. Następnie był zatrudniony m.in. w Wyższej Szkole Gastronomii i Hotelarstwa w Poznaniu.
Na przełomie 2009/2010 działał w Federacji Rosyjskiej jako minister pełnomocny w Ambasadzie RP w Moskwie. 15 lutego 2010 mianowany na stanowisko kierownika tamtejszego wydziału politycznego. W 2010 był wymieniany jako jeden z kandydatów do objęcia w przyszłości funkcji ambasadora RP przy Stolicy Apostolskiej. W kwietniu 2010 współorganizował wizytę prezydenta RP Lecha Kaczyńskiego w Smoleńsku. W czasie katastrofy smoleńskiej 10 kwietnia 2010 przebywał na terenie lotniska Siewiernyj, jako reprezentant polskiej ambasady w Moskwie był na miejscu katastrofy. W pierwszych dniach po katastrofie pełnił obowiązki gospodarza w ambasadzie RP w Moskwie. 6 maja 2010 uczestniczył w Rosji w spotkaniu rosyjskich i polskich śledczych poświęconym badaniu tej katastrofy. 5 lutego 2011 z uwagi na proces lustracyjny zrezygnował z pracy dyplomaty w Rosji.
W lipcu 2009 Tomasz Turowski złożył oświadczenie lustracyjne, w którym podał, że nie pracował w służbach specjalnych PRL. 17 grudnia 2010 Oddziałowe Biuro Lustracyjne IPN w Warszawie wystąpiło o jego lustrację w związku z zatajeniem przez Turowskiego, że był tzw. nielegałem wywiadu PRL. 10 października 2011 Sąd Okręgowy w Warszawie uznał oświadczenie za niezgodne z prawdą i uznał Tomasza Turowskiego kłamcą lustracyjnym. W lutym 2012 prawomocnie oczyszczony z zarzutu kłamstwa lustracyjnego. W marcu 2013 Sąd Najwyższy oddalił kasację wniesioną na niekorzyść Tomasza Turowskiego przez prokuratora generalnego.
W październiku 2013 nakładem wydawnictwa spółki Agora ukazała się książka wywiad-rzeka z Tomaszem Turowskim pt. Kret w Watykanie autorstwa Wojciecha Czuchnowskiego i Agnieszki Kublik. Od 2020 na łamach „Dziennika Trybuna” publikuje artykuły poświęcone historii polskiego wywiadu.
Jest autorem kilku książek sensacyjnych wydanych przez wydawnictwa Melanż i Fundację Oratio Recta (wydawcę tygodnika „Przegląd”). Każda z książek posiada posłowie, w którym wyjaśnia geopolityczny kontekst sensacyjnej fabuły. Opisuje ciemne strony światowej polityki i wskazuje na niebezpieczeństwa, które zagrażają światowemu porządkowi, edukując i zachęcając czytelników do refleksji nad mechanizmami rzeczywistości.
W 2021 roku nakładem wydawnictwa Fundacja Oratio Recta ukazała się jego książka Oko smoka, pierwszy tom trylogii „Zabij pożyczonym mieczem”. W 2023 roku ukazały się dwa kolejne tomy, na które złożyły się Chichot hieny i Wzrok cerbera

## Książki
- Dżungla we krwi. Roślina świętej śmierci (Wydawnictwo Melanż, 2015; ISBN 978-83-643-7823-2)
- Moskwa nie boi się krwi. Szalone lata dziewięćdziesiąte (Wydawnictwo Melanż, 2016; ISBN 978-83-643-7837-9)
- Krwawiące serce Azji. Korzenie kalifatu (Wydawnictwo Melanż, 2016; ISBN 978-83-643-7829-4)
- Egzekucja. Odrąbać łeb wielkiego szatana (Wydawnictwo Melanż, 2018; ISBN 978-83-643-7860-7)
- Oko smoka. Zabij pożyczonym mieczem  (Fundacja Oratio Recta, 2021; ISBN 978-83-64407-89-5)

## Życie prywatne
Po powrocie z Francji w połowie lat 80. zawarł związek małżeński z obywatelką Hiszpanii Marią de Dios. Ma dwie córki.